# Језерски
Језерски је насељено мјесто у Босни и Херцеговини у Општини Босанска Крупа које административно припада Федерацији Босне и Херцеговине.

## Становништво
| Националност       | 1991.          | 1981.          | 1971.          |
| Муслимани          | 3.272 (98,49%) | 2.929 (97,56%) | 2.318 (96,14%) |
| Срби               | 27 (0,81%)     | 47 (1,56%)     | 70 (2,90%)     |
| Хрвати             | 1 (0,03%)      | 0              | 1 (0,04%)      |
| Југословени        | 3 (0,09%)      | 22 (0,73%)     | 0              |
| остали и непознато | 19 (0,57%)     | 4 (0,13%)      | 22 (0,91%)     |
| Укупно             | 3.322          | 3.002          | 2.411          |